# 菌毛
線毛（拉丁語：fimbria）是很多革蘭氏陰性菌表面的附屬物，比鞭毛細。通常直徑3~10奈米，長度可達幾微米。線毛可被細菌用於附著在物體表面上。一個細菌可以有上千條線毛。線毛通常只能在電子顯微鏡下觀察到。